# Tylenchus bryophilus
Tylenchus bryophilus is een rondwormensoort uit de familie van de Tylenchidae. De wetenschappelijke naam van de soort is voor het eerst geldig gepubliceerd in 1914 door Steiner.